# Kalmia
Kalmia is een geslacht uit de heidefamilie (Ericaceae). Het geslacht bestaat uit wintervaste en groenblijvende soorten heesters die van nature voorkomen in Noord-Amerika. De soorten worden ook wel laurierroos of lepelstruik genoemd. 
De planten worden tot 2 m hoog en bloeien in mei en juni. De bloemen zijn meestal roze, rood of wit. Na de bloei vormen de Kalmia-struiken ronde vruchtjes. De lancetvormige bladeren zijn giftig.
Het geslacht is vernoemd naar botanicus Pehr Kalm. 

## Soorten
- Kalmia angustifolia
- Kalmia carolina
- Kalmia cuneata
- Kalmia ericoides
- Kalmia hirsuta
- Kalmia latifolia
- Kalmia microphylla (Kalmia occidentalis)
- Kalmia polifolia

... · 
Acrothamnus · 
Acrotriche · 
Agapetes · 
Agarista · 
Andersonia · 
Andromeda · 
Arbutus · 
Arctostaphylos · 
Calluna · 
Cassiope · 
Chimaphila · 
Daboecia · 
Dracophyllum · 
Empetrum · 
Enkianthus · 
Erica (Dophei) · 
Kalmia · 
Leptecophylla · 
Moneses · 
Monotropa · 
Orthilia · 
(Oxycoccus (Veenbes)) · 
Pieris · 
Pyrola (Wintergroen) · 
Rhododendron (Rododendron) · 
Vaccinium (Bosbes) . 
Woollsia . 
...